# Го Шуан
Го Шуа́н (кит. упр. 郭爽, пиньинь  Guō Shuǎng, род. 26 февраля 1986) — китайская велогонщица, чемпион мира и призёр Олимпийских игр.
Го Шуан родилась в 1986 году в Тунляо в автономном районе Внутренняя Монголия. С 13 лет начала заниматься велоспортом. В 2005 году стала чемпионом 10-й Спартакиады народов КНР. С 2006 года начала завоёвывать медали престижных международных турниров.

## Биография
В Пекине в 2008 году она выступила удачно, получив бронзовую медаль в спринте, где проиграла только Анне Мирс. В гонке за 3-е место она уверенно выиграла и получила первую олимпийскую медаль. Единственное золото на чемпионатах мира по велоспорту получила в 2009 году в кейрине. Всего у неё уже 8 медалей чемпионатов мира.

## Выступление на Летних Олимпийских играх 2012
Го участвовала на летних Олимпийских играх 2012 в Лондоне. Она и Гун Цзиньцзе установили мировой рекорд 32,447 секунды в квалификационном раунде командного спринта, который они затем улучшили до 32,422 секунд в следующем раунде. Они пришли к финишу первыми в финале против сборной Германии, но были дисквалифицированы за «раннюю смену» и получили серебряную медаль вместо золотой. Го и тренер Гун Даниэль Морелон утверждает: «что их дисквалифицировали несправедливо». Он жаловался, что судьи отказались предоставить «видеозапись гонки на замедленном повторе».
Также в Лондоне она получила серебро в кейрине, где она проиграла лишь Виктории Пенделтон. Ещё одну медаль она получила в индивидуальном спринте, где заняла 3-е место.

## Достижения
2004
Кубок мира
1st Кейрин, Москва
1st Кейрин, Сидней
2005
Кубок мира
2nd Спринт, Сидней
2nd Кейрин, Сидней
3rd Спринт, Манчестер
2006
Чемпионат мира по трековому велоспорту 2006, Бордо
3rd Спринт
3rd Кейрин
Кубок мира
1st Кейрин, Сидней
2nd 500м, Лос Анджелес
2nd Кейрин, Лос Анджелес
3rd Спринт, Лос Анджелес
Азиатские игры
1st 500м
1st Спринт
2007
Чемпионат мира по трековому велоспорту, Мальорка
2nd Спринт
2nd Кейрин
Кубок мира
3rd 500м, Лос Анджелес
1st Кейрин, Лос Анджелес
2nd Спринт, Манчестер
3rd Кейрин, Манчестер
3rd Командный спринт, Пекин
2008
Кубок мира
3rd Спринт, Копенгаген
Летние Олимпийские игры 2008
3rd Спринт
2009
Чемпионат мира по трековому велоспорту, Прушкоу
1st Кейрин
Кубок мира
2nd Кейрин, 4 этап Пекин
3rd Кейрин, 5 этап Пекин
3rd Командный спринт, 5 этап Пекин
2nd Кейрин, Манчестер
2nd Спринт, Манчестер
2nd Кейрин, Мельбурн
2nd Спринт, Мельбурн
2012
Летние Олимпийские игры 2012
2nd Командный спринт
3rd Спринт
2nd Кейрин